# 全文燮
全 文燮（チョン・ムンソプ、전문섭、1919年11月24日 - 1998年12月29日）は、朝鮮民主主義人民共和国の政治家・軍人。女婿は朝鮮労働党国際部長などを務めた金永日。

## 経歴
満州出身。1937年、抗日パルチザンへ参加し、東北抗日連軍第2軍第6師に入隊。金日成の伝令兵から軍歴を始める。解放後は38度線以北に帰還。
1946年、保安幹部訓練大隊創設要員。同年6月、咸興地区鉄道警備大隊長。1948年、歩兵独立旅団第1大隊長。後に第2師団第4連隊参謀長。同年10月、第3師団第2大隊長。『6・25戦争史』第2巻によれば、朝鮮人民軍第17連隊長として朝鮮戦争に参戦。
1956年4月、第10師団長。1960年8月、第2軍団長。1961年9月、第2集団軍司令官。1963年、社会安全省副相兼護衛局長。1964年、人民軍大将。1983年、国家検閲委員長。1988年、人民武力部副部長。1998年、最高人民会議常任委員会名誉副委員長。
1974年2月、朝鮮労働党中央委員会第5期第8次全員会議にて政治委員会候補委員に選出。1976年4月から1986年2月まで政治局委員を務める。